# Arthur Gore, 6. Earl of Arran
Arthur Jocelyn Charles Gore, 6. Earl of Arran KP, PC (I), KGStJ, DL, JP (* 14. September 1868; † 19. Dezember 1958) war ein britischer Peer und Offizier.

## Leben

### Familiäre Herkunft
Gore war das dritte von vier Kindern und der einzige Sohn des Diplomaten Arthur Saunders William Charles Fox Gore, der 1884 von seinem Vater den Titel als 5. Earl of Arran erbte, sowie dessen erster Ehefrau Edith Elizabeth Henrietta Jocelyn, einer Tochter von Robert Jocelyn, Viscount Jocelyn, und Enkelin von Robert Jocelyn, 3. Earl of Roden.
Seine älteste Schwester Mabell Frances Elizabeth Gore war die Ehefrau des David Ogilvy, 6. Earl of Airlie, der als Lieutenant-Colonel der 12th Royal Lancers (Prince of Wales’s) diente. Seine zweitälteste Schwester Cicely Alice Gore war mit dem Politiker James Edward Hubert Gascoyne-Cecil, 4. Marquess of Salisbury verheiratet, der unter anderem als Lord President of the Council, Lordsiegelbewahrer, Chancellor of the Duchy of Lancaster und Handelsminister (President of the Board of Trade) fungierte. Seine jüngste Schwester Esther Georgiana Caroline Gore war mit William Frederick Danvers Smith, der zwischen 1891 und 1910 als Abgeordneter für den Wahlkreis Strand Mitglied des House of Commons und von 1913 bis zu seinem Tod 1928 als 2. Viscount Hambleden Mitglied des House of Lords war. Aus der zweiten Ehe seines Vaters mit Winifred Ellen Reilly stammte darüber hinaus seine Halbschwester Winifred Helena Lettice Gore ab, die am 6. Dezember 1958 unverheiratet verstarb.

### Militärische Laufbahn und Earl of Arran
Arthur Gore selbst trat nach dem Schulbesuch als Second Lieutenant des 3. Battalion des Princess Charlotte of Wales’s (Royal Berkshire Regiment) in die British Army ein. Er wurde am 17. November 1888 zum Lieutenant befördert. Am 20. September 1889 wechselte er als Second Lieutenant zum Royal Regiment of Horse Guards (The Blues) und wurde dort am 13. April 1892 zum Lieutenant sowie am 30. März 1895 zum Captain befördert. Er bekleidete als Nachfolger von Lieutenant G. J. FitzGerald vom 1. Dezember 1893 bis zu seiner Ablösung durch Captain Henry William Crichton, Viscount Crichton, am 1. Januar 1897 die Funktion als Adjutant des Regimentskommandanten. Während des Zweiten Burenkrieges wurde er 1899 Captain des Household Cavalry Composite Regiment, einem aus den 1st Life Guards, den 2nd Life Guards und den Royal Horse Guards (The Blues) zusammengesetzten Kavallerieregiment. Er hatte zuletzt vom 27. September 1901 bis zum 6. Mai 1903 den Brevet-Rang eines Major inne und wurde mehrfach für seine Verdienste ausgezeichnet.
Beim Tod seines Vaters erbte Arthur Gore am 14. März 1901 die in der Peerage of Ireland geschaffenen Titel als 6. Earl of Arran, 6. Viscount Sudley, 6. Baron Saunders, sowie als 8. Baronet, of Newtown Gore. Durch den ebenso geerbten Titel als 2. Baron Sudley, der seinem Vater 1884 in der Peerage of the United Kingdom verliehen worden war, wurde er zudem Mitglied des House of Lords, dem er bis zu seinem Tod am 19. Dezember 1958 mehr als 57 Jahre lang angehörte.
Gore, der zeitweise als Deputy Lieutenant des County Mayo und der Grafschaft Essex sowie Friedensrichter (Justice of the Peace) der Grafschaft Hertfordshire, des County Louth sowie des County Mayo fungierte, wurde am 4. März 1904 Major des The Prince of Wales’s Own 12th Middlesex (Civil Service) Volunteer Rifle Corps. Am 9. Juli 1904 erfolgte seine Beförderung zum Lieutenant-Colonel und Ernennung zum Kommandeur dieser Einheit. Er wurde zum 1. April 1908 Kommandeur des 15. Bataillon des County London Regiment (Prince of Wales’s Own Civil Service), trat aber bereits am 10. August 1908 von diesem Posten wieder zurück.
Am 13. Dezember 1909 wurde Arthur Gore als Knight Companion in den Order of Saint Patrick aufgenommen. Er fand zwischen dem 1. Juli 1910 und bis zum 13. Juli 1911 Verwendung als Lieutenant-Colonel im Offiziersausbildungskorps OTC (Officer Training Corps) in Irland. Darüber hinaus wurde er am 9. Juni 1911 Knight of the Grace des Order of Saint John (KGStJ). Am 4. April 1914 schied er als Captain und Brevet-Major aus dem aktiven Militärdienst aus. Während des Ersten Weltkrieges wurde er jedoch bereits am 10. Oktober 1914 als Lieutenant-Colonel in den aktiven Militärdienst zurückbeordert und diente im 15. Bataillon des County London Regiment (Prince of Wales’s Own Civil Service). Am 8. Februar 1915 wurde er als Captain und Brevet-Major in die allgemeine Reserveoffiziersliste versetzt, wobei diese Entscheidung später auf den 30. Oktober 1914 zurückdatiert wurde. Nach einer Verwundung schied Gore am 14. Februar 1918 schließlich aus dem Militärdienst aus und wurde in die Ruhestandsliste übernommen.
Bereits 1917 war er als Nachfolger von John Olphert zum Lord Lieutenant des County Donegal ernannt worden und übte diese Funktion bis zu seiner Ablösung durch Emerson Herdman 1920 aus. 1917 wurde er zudem Mitglied des Privy Council von Irland. Am 14. Juni 1921 wurde er Deputy Lieutenant (DL) der Grafschaft Essex und bekleidete dieses Amt bis zu seinem Rücktritt am 20. April 1946.

### Ehen und Nachkommen
Arthur Gore war zwei Mal verheiratet. In erster Ehe heiratete er am 16. August 1902 Mathilde Jacqueline Marie Beauclerk Huyssen van Kattendijke (1879–1927), eine Tochter des niederländischen Adeligen Frederik Johann Emanuel Baron Huyssen van Kattendijke, dessen Vater Willem Johan Cornelis Huyssen van Kattendijke Marineminister sowie zeitweilig kommissarischer Außenminister der Niederlande war. Aus dieser Ehe gingen zwei Söhne hervor. Der ältere Sohn Arthur Paul John James Charles Gore erbte beim Tod seines Vaters am 19. Dezember 1958 die Titel als 7. Earl of Arran. Da er jedoch bereits neun Tage später am 28. Dezember 1958 unverheiratet und ohne männliche Nachkommen verstarb, erbte sein jüngerer Bruder Arthur Strange Kattendyke David Archibald Gore die Titel als 8. Earl of Arran.
In zweiter Ehe heiratete er am 17. Dezember 1929 Lilian Constance Quick (um 1874–1961). Diese Ehe blieb kinderlos.